# Men min Kærlighed dør ikke
Men min Kærlighed dør ikke er en italiensk stumfilm fra 1913 af Mario Caserini.

## Medvirkende
- Lyda Borelli som Elsa Holbein
- Mario Bonnard som Maximilien of Wallenstein
- Gian Paolo Rosmino som Moise Sthar
- Vittorio Rossi som Julius Holbein
- Dante Cappelli